# 日産のエンジン型式一覧
日産のエンジン型式一覧（にっさんのエンジンけいしきいちらん）では、日産自動車製、ルノー(含む共同開発)製、ダイムラー製、UDトラックス（旧:日産ディーゼル）製、プリンス自動車工業製のエンジン型式を一覧でまとめた。

## 日産自動車/ルノー/ダイムラー製
- A型エンジン
- BRエンジン
  - BR06
- CAエンジン
- CDエンジン
- CGエンジン
- CRエンジン
- E型エンジン
- FJエンジン
- GAエンジン
- H型エンジン
- HRエンジン
- J型エンジン
- K型エンジン
- KAエンジン
- KRエンジン
- L型エンジン
- LDエンジン
- M9R
- MAエンジン
  - MA09ERT
  - MA10ET
  - MA10S
- MRエンジン
- NAエンジン
- QGエンジン
- QRエンジン
- P型エンジン
- PRエンジン
- R型エンジン
- RBエンジン
  - RB24S
  - RB25DET
  - RB26DETT
- RDエンジン
- S20型エンジン
- SRエンジン
  - SR20DET
- TBエンジン
- U型エンジン
- V9X
- VEエンジン
- VGエンジン
- VHエンジン
- VKエンジン
- VQエンジン
  - VQ35HR
  - VQ37VHR
- VRエンジン
  - VR38DETT
  - VR30DDTT
- W64
- Y型エンジン
- YDエンジン
- YSエンジン
- Z型エンジン
- 274930/274A

### レースカー専用
- Nippon Race Engine
  - NR20A
- VRH34
- VRH35
- VRH50A

## 日産ディーゼル工業製
- BDエンジン
- FDエンジン
- SDエンジン
- TDエンジン
- QDエンジン
- ZDエンジン

## プリンス自動車工業製
- G型エンジン